# Ekely
Ekely er en ejendom i Oslo-bydelen Ullern. Maleren Edvard Munch boede i Ekely og havde vinteratelier fra 1916 til han døde i 1944. Nu indeholder ejendeommen flere boliger med atelier, der kun lejes ud til kunstnere. Boligerne omtales ofte som en kunstnerkoloni. På grunden findes den såkaldte "Kikut-kollen", der optræder som motiv i flere Munch-malerier.
Ekely har nummer 86177 i Riksantikvarens database for kulturminder.
Bygningens adresse er Jarlsborgveien 14.

## Historie
Munchs bolig, en schweizervilla fra 1870'erne, blev revet ned i 1960. De nuværende rækkehuserne - med atelier - for kunstnere, blev tegnet af arkitekten Jens Selmer og bygget af Oslo kommune gennem OBOS i 1951.

### Ansøgning: huset "Et hus å dø i"
Den 22. august 2018 skal "Byutvklingskomiteen [... i Oslo] behandle" ansøgningen til kunstneren Bjarne Melgaard om at bygge - til dels på fredet område - et hus med atelier på Kikut-kollen på Ekely. Tidligere i 2018, skrev media at sagen er hos Riksantikvaren. (Sagen blev i januar 2017 sendt i retur - fra Riksantikvaren til Byantikvaren.)
Husets navn skal blive "Et hus å dø i" -
også kendt som "dødshuset". Planerne for huset er tegnet af arkitektkontoret Snøhetta, og Bjarne Melgaard.
Kunstkritikeren Lars Elton skrev, at "Den skogkledde Kikut-kollen var et sentralt motiv for Edvard Munch (...) Den ligger midt i utsikten fra (...) [Munch's] bolig. Kollen er sentralt plassert i (...) maleriet «Stjernenatt» (1922–24), og kollens spesielle trær og vegetasjon var viktige motiv i Munchs sene kunstnerskap." Blandt den vegetation, der omtales, findes på Kikut-kollen flere truede planter, blandt andet Almindelig Guldnælde.